# لا فولیولا
لا فولیولا (به اسپانیایی: Fuliola) یک منطقهٔ مسکونی در اسپانیا است که در اورژل واقع شده‌است. لا فولیولا ۱۱٫۰ کیلومتر مربع مساحت دارد.